# Niederlangen
Niederlangen là một đô thị thuộc huyện Emsland, trong bang Niedersachsen, Đức. Đô thị này có diện tích 29,37 km².